# Грязнуха (приток Золотухи)
Грязну́ха — река в России и Казахстане, протекает по Алтайскому краю и Восточно-Казахстанской области. Устье реки находится в 42 км от устья Золотухи по правому берегу. Длина реки составляет 26 км.

## Данные водного реестра
По данным государственного водного реестра России относится к Верхнеобскому бассейновому округу, водохозяйственный участок реки — Алей от Гилёвского гидроузла и до устья, речной подбассейн реки — бассейны притоков (Верхней) Оби до впадения Томи. Речной бассейн реки — (Верхняя) Обь до впадения Иртыша.